# Henrica theleodes
Henrica theleodes är en lavart som först beskrevs av Søren Christian Sommerfelt, och fick sitt nu gällande namn av Savi?, Tibell och Père Navarro-Rosinés. Henrica theleodes ingår i släktet Henrica, och familjen Verrucariaceae. Arten är reproducerande i Sverige.